# Khanat dzoungar
1634–1756
Entités précédentes :
- Quatre Oirats

Entités suivantes :
- Dynastie Qing

Le khanat dzoungar est un empire nomade qui a dominé une partie de la steppe eurasienne de 1634 jusqu'à son annexion par la dynastie Qing en 1756-1759. Il occupe alors la Dzoungarie, entre l'extrémité ouest de la Grande Muraille de Chine et l'est de l'actuel Kazakhstan, et du nord du Kirghizistan actuel au sud de la Sibérie. La plus grande partie de cette zone est aujourd'hui dans le Xinjiang.

## Histoire

### Les débuts du second khanat oïrat
En 1616, des envoyés russes qui ont contacté les Oïrats constatent qu'ils sont divisés en quatre tribus indépendantes depuis l’assassinat de Esen Taidji en 1455 : les Dörbets, dirigés par Dalaï Taiji ; les Dzoungars sous Khara Khula, issu du clan des Tchoros ; les Khoshot sous Baibaghas et les Torghut sous Kho Orluk. Dalaï Taiji semble le plus puissant, mais ne porte pas le titre de Khan.
Baibaghas est appelé Khan, car il descend de la lignée qui a fondé le khanat oïrat au XIIIe siècle. Lors d'un rassemblement en 1616-1617, les quatre tribus s'entendent pour ne pas s'affronter entre elles et pour se soutenir en cas d'agression extérieure, mais les rivalités entre leurs chefs persistent.
Vers 1620, la coalition lutte contre les Khalkhas ; en 1623, elle attaque l'Altyn khan des Khalkhas dans la région de Kobdo, fait de nombreux prisonniers, mais Khara Khula perd beaucoup de ses hommes. De nouveaux affrontements victorieux contre l'Altyn khan en 1628 — 1629 permettent aux Oïrats qui ont fui vers les forteresses russes de Sibérie de rejoindre leurs terres de Dzoungarie et du Turkestan oriental.
Khara Khula tente d'augmenter son influence au sein de la confédération Oïrat par la médiation des conflits de successions, notamment après qu'en 1625 une guerre civile majeure ait déchiré le clan qoshot.

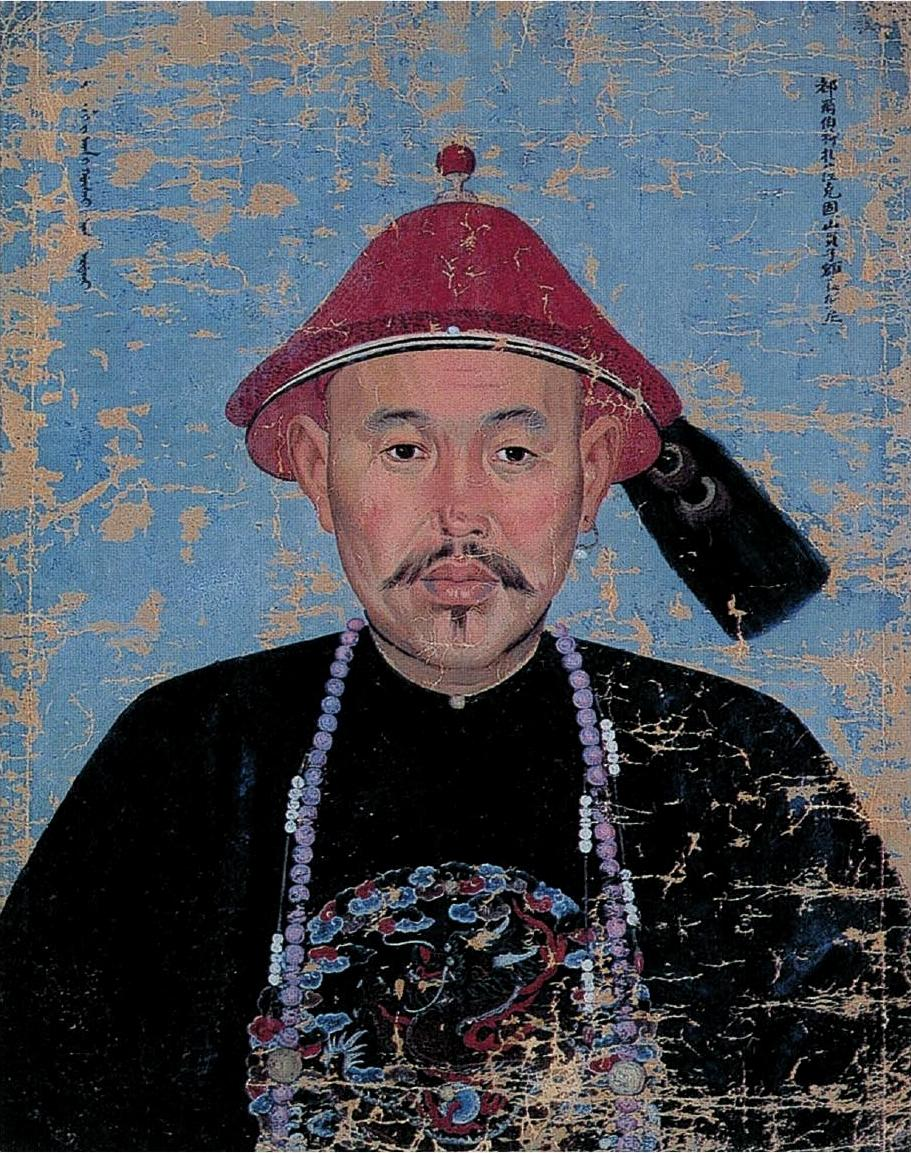
Portrait de Erdeni par Jean-Denis Attiret.

En 1634, Khara Khula meurt et son fils Erdeni Batur (Erdeni-Baatour-hongtaïdji) se fait proclamer khan ; il poursuit les objectifs de son père d'unifier les Oïrats et fonde un nouvel empire disposant d’une grande force militaire. Il fixe les Dzoungars au Tarbagataï et construit une capitale en pierre à Koubak-sari, sur l’Imil, près de l’actuelle Tacheng. Il mène des campagnes victorieuses contre les Kirghizes en 1635 et 1643.
Erdeni Batur reçoit du tsar de Russie une charte autorisant les commerçants oïrates à mener du bétail aux marchés des villes sibériennes. En 1635 par exemple, cinq caravanes parviennent à Tomsk, qui devient un grand centre commercial.
En 1640, Erdeni Batur convoque les représentants des 44 khanats mongols au Tarbagataï, réunissant Khalkhas et Oïrats, afin de lutter contre l’expansion mandchoue. Les décisions de la réunion de Dzoungarie sont enregistrées dans un code, le Tsaadjin Bichik, qui réglemente les relations des khanats mongols et des domaines féodaux. Ce code menace d’une lourde peine le domaine qui ne se porte pas au secours d’un autre domaine menacé. Il renforce le pouvoir de la classe dirigeante sur les arates (peines encourue pour la non-restitution des fugitifs), réglemente l’organisation et le recrutement de l’armée et confirme l’hégémonie et les privilèges de l’Église lamaïque.
Sengge succède à son père Erdeni Batur en 1653. Il s'impose comme khan suprême de Dzoungarie en 1665. Sous son règne, le khanat oïrat se consolide économiquement et politiquement.

### L'apogée du khanat: Galdan
En 1671, certains seigneurs oïrats se révoltent contre le gouvernement centralisé imposé par Sengge, qui est assassiné par ses demi-frères. La Dzoungarie semble plonger dans l’anarchie féodale, mais les seigneurs favorables à la poursuite du commerce avec la Chine, rappellent du Tibet un frère de Sengge, Galdan. Ce dernier obtient vers 1676 du dalaï-lama d’être relevé de ses engagements religieux et rentre dans le bassin de l’Ili pour monter sur le trône. Il consolide son pouvoir et poursuit la politique de son frère. Il cherche à établir des relations pacifiques avec l’empire russe et l’empire mandchou.
En 1677, Galdan se retourne contre le khan des Khochot du lac Zaysan, Outchirtou-setchen (Uchirtu-Sechen), qui l'a aidé à prendre le pouvoir ; après l'avoir vaincu et tué il annexe son territoire avec une partie de sa horde et refoule le reste vers le Gansu.
Puis il intervient dans le bassin du Tarim. La Kachgarie, théocratie musulmane des khodja, tombe sous la domination des Dzoungars en 1679. Vers 1681, il s'empare de Tourfan et de Hami.
Galdan envoie plusieurs fois dans l’année des caravanes sur les territoires chinois contrôlés par les Mandchous à des fins commerciales. L’empereur Qing Kangxi interdit cependant l’entrée aux immenses caravanes (certaines comptaient 3000 membres) pour n’autoriser que celles qui ne comprennent pas plus de cent marchands. La restriction des échanges commerciaux lèse les seigneurs oïrat au profit des Khalkhas, de plus en plus soumis à l’autorité mandchoue.
Sur l’ordre du dalaï-lama les khans khalkha convoquent un quriltay pour régler la paix entre le Touchetou-khan et le Dzasaktou-khan, auquel participent des représentants du khanat oïrat. Le quriltay n’atteint pas son but. En juillet 1687, Galdan pousse le Dzasaktou-khan, Chara, à déclarer la guerre au Touchetou-khan, mais ce dernier triomphe de son agresseur et le tue. À l'automne, Galdan envoie son frère Dordji-djab pour mener une expédition punitive. Dordji-djab est vaincu et tué par le Touchetou-khan. Au printemps 1688, Galdan, à la tête de 30 000 hommes, marche contre le Touchetou-khan et l’écrase dans la région du lac Ologhoï le 28 août. Les Khalkhas doivent se réfugier au sud et implorer le secours des Mandchous. L’empereur Kangxi refuse de prendre parti.

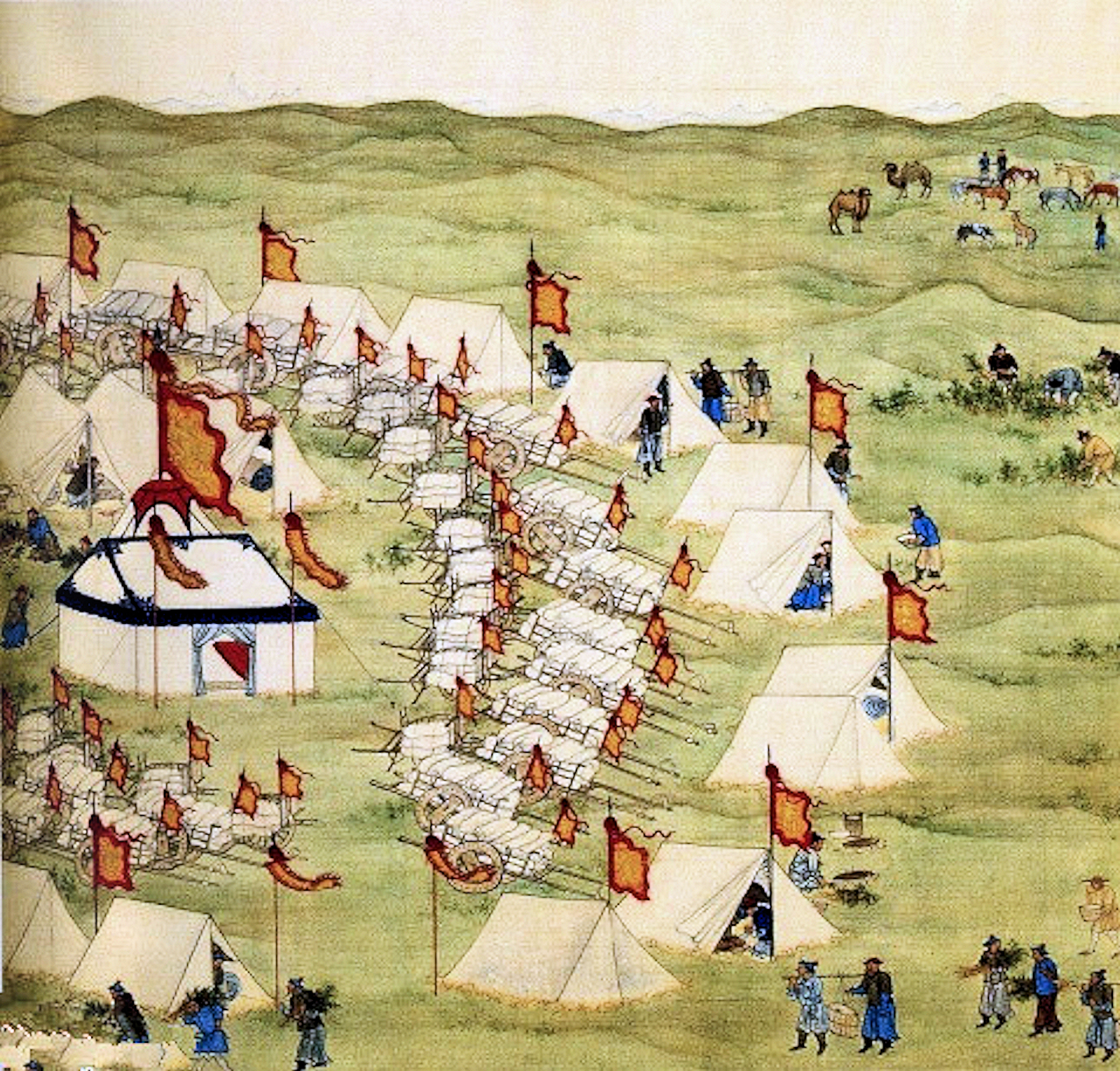
Camp de l'empereur Kangxi sur la Kerulen lors de la campagne de 1696.

En 1690, cependant, Kangxi envoie contre Galdan une armée et de l’artillerie. Ce dernier, battu le 2 septembre, doit reculer et la Mongolie extérieure devient protectorat chinois à l'assemblée de Dolon-nor en mai 1691, jusqu'en 1912.;
Quand en 1693, Galdan envoie une ambassade à Pékin pour protester contre la suppression des échanges commerciaux, ses messagers sont exécutés. Il ne lui reste alors pas d'autre issue que la guerre. Pendant l'été 1695, il envahit de nouveau le pays Khalkha. L'empereur Kangxi intervient en personne à la tête de l’armée chinoise au printemps 1696. Le 12 juin, Galdan est vaincu par le général mandchou Fei-yang-kou et son artillerie à Zuunmod, près d’Ourga sur la Toola. Galdan, dont la femme a été tuée, s’enfuit vers l’ouest avec les survivants de son armée, abandonnant son équipage et ses troupeaux. À l’été suivant Kangxi s’apprête à repartir en campagne contre les Dzoungars jusqu’au Tarbagataï, lorsqu’il apprend que Galdan est mort de maladie le 3 mai 1697. Son cousin Tsewang Rabtan, fils de Sengge, alors révolté contre lui, lui succède comme khan jusqu’en 1727. Le pouvoir central commence à décliner au profit de celui des seigneurs oïrats, qui se livrent au pillage des colonies russes de Sibérie.

### Gestion monacale
D'après les annales historiques de Gengis Khan (chinois : 成吉思汗之？史 ; pinyin : chéngjísīhàn zhī (qing?)-shǐ, (Historical Annals of Genghis Khan), Galdan Boshugtu Khan établit le système de Jisa (signifiant devoir) pour la maintenance des monastères, ce système est ensuite amélioré sous le règne de Galdan Tseren. Les règles étaient les suivantes : Une école monacale (Zha-cang) se doit de posséder 500 lamas et chaque lama doit avoir deux yourtes mongoles, trois servants, deux chameaux chargés, six chevaux, un étalon de pédigré, 100 moutons, des soieries, des vêtements, des ustensiles, et des provisions. Il y en eut d'abord cinq chacune liées à un cabinet, Akba (A-ke-ba, liée à Zhou), Lamrim (Lai-ma-li-mu, liée à Qidi), Dulva (Du-er-ba, liée à Liu), ? (Dui-so-long, liée à Wen-si-zhou), ? (I-ke-hu-la-er, liée à Da-zhong), puis quatre supplémentaires ? (Yun-du-xun), ? (Shan-po-ling), ? (San-dui) et ? (Ping-chen). 10 600 familles d'employés de cabinets. Chaque jisa est alors dirigée par un zaisang, le système des Otok. Un large Akba est géré par quatre zaisangs. Les autres jisas, plus petits que les akba, étaient dirigés par un zaisang. Le territoire de cinq jisas était à l'ouest des actuelles Kobuksar et Tachen, le territoire quatre supplémentaires n'a pas été précisé.

### Tsewang Rabtan: intervention au Tibet

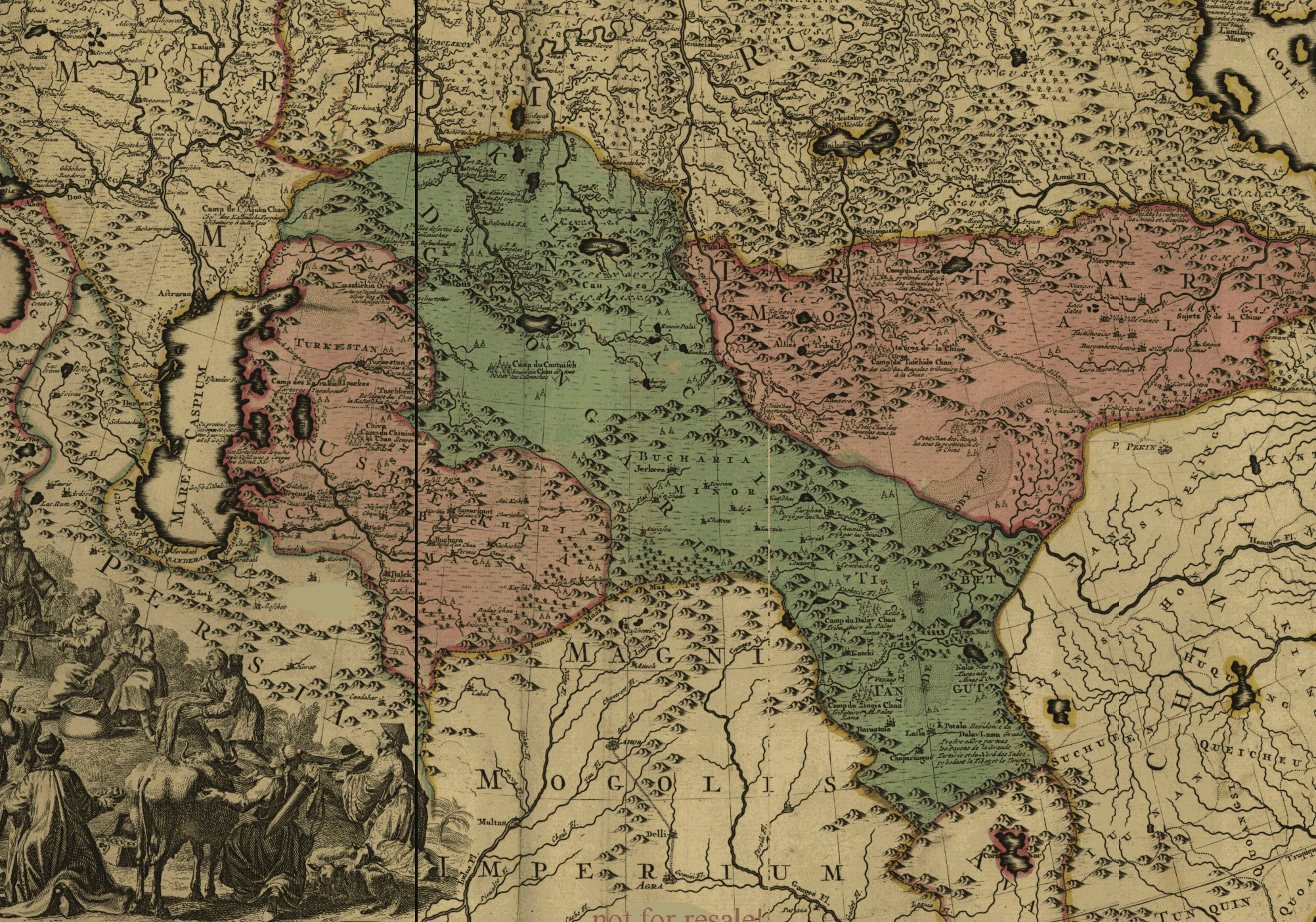
Carte du Khanat Dzoungar, couvrant une partie du Tibet (dont Lhassa) et le Kokonor en 1720

Tchewang Rabden se tourne contre Tyawka (ou Tauke Khan (en)), khan des Kazakhs, qui a massacré des envoyés dzoungar, le bat en 1698 à la fin de la seconde guerre Kazakhs-Dzoungars.
En 1700, Tsewang Rabtan réussit à contenir l’anarchie féodale. Il envoie à Moscou un ambassadeur avec une proposition de paix, et dès 1703 les attaques des territoires russes par les Oïrats sont pratiquement suspendues. Cette amélioration favorise les relations avec les Kalmouks de la Volga, proches parents des Oïrats de Dzoungarie
En 1703, l'empire mandchou et le khanat oïrat échangent leurs ambassades. Tsewang Rabtan refuse la proposition de l'empereur Kangxi qui lui demande de se soumettre volontairement à la domination mandchoue.
Plus tard, Tsewang Rabtan exige que l’empire mandchou lui rende les territoires oïrates situés à l’ouest de l’Altaï, occupés par la Chine depuis la défaite de Galdan en 1696. Sa demande est refusée, ce qui provoque une nouvelle guerre. En 1715, les Oïrat anéantissent une armée mandchoue qui se dirige vers le Turkestan oriental et occupent la ville de Hami.
En 1716, l’empire mandchou mobilise les khanats des Khalkhas qui lui fournissent les moyens de transport et le ravitaillement pour lutter contre les Dzoungars. L’aïmak de Tsetsen khan doit fournir six mille chameaux, celui de Touchetou cent mille moutons.
L’été suivant, Tsewang Rabtan envoie son meilleur général, son frère Tsering Dondub, à la tête de dix mille hommes contre le roi Khoshot Lhazang Khan, qui en 1705, envoyé par la Chine, a assassiné le régent du Tibet Sangyé Gyatso. Les Dzoungars progressent difficilement à travers le Tibet, et battent les Khoshot devant Lhassa le 30 novembre 1717. Lhazang Khan est tué. Les Dzoungars sont d’abord vus comme des libérateurs, avant qu’ils ne pillent et détruisent les monastères non gelugpa de Lhassa. Ils déposent le dalaï-lama Ngawang Yeshey Gyatso et veulent mettre le septième dalaï-lama Kelzang Gyatso sur le trône, mais il leur est soustrait par son père et se réfugie au monastère de Kumbum, dans la région de Kokonor (actuelle Qinghai), au nord-est du plateau du Tibet où il se retrouve « protégé » par la dynastie Qing.

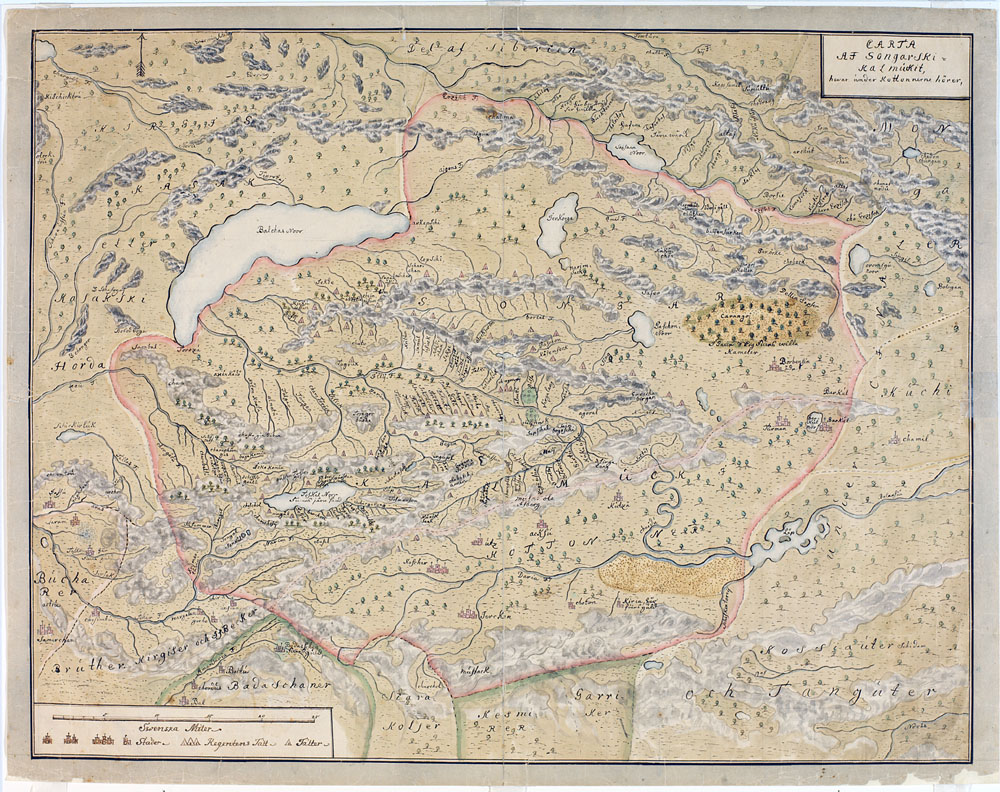
Carte de la Dzoungarie par Johan Gustav Renat (avant 1744).

Un premier corps expéditionnaire mandchou est repoussé par les Dzoungars sur la rivière Kara-Usu au Tibet le 8 octobre 1718. Un second détachement entre à Lhassa le 24 septembre 1720, chasse les Dzoungars et installe sur le trône le septième dalaï-lama le 16 octobre.
En novembre 1722, l'ambassadeur de Pierre Ier de Russie Ivan Unkovski se rend au camp du khan dzoungar ; le tsar promet une aide militaire à Tsewang Rabtan à condition que celui-ci accepte l’annexion du khanat à l’empire russe. Le khan de Dzoungarie refuse et continue la lutte seul contre la Chine. Une trêve est conclue avec cette dernière en 1724, vite troublée par une attaque de Tourfan par les Dzoungars.
En 1723, les Dzoungars enlèvent au Khanat kazakh les villes de Sayram, Tachkent et Turkestan. Les trois hordes, dissociées par la défaite, se séparent en trois jüzes.

### Galdan Tseren: guerre et paix avec les Mandchous
Tsewang Rabtan meurt à la fin de 1727, et son fils aîné Galdan Tseren lui succède, avec l’ambition de rendre à la Mongolie son unité et son indépendance. Il favorise les rapports entre Oïrats et Russes. Il octroie des privilèges aux commerçants russes, favorise la construction de dépôts et assure leur sécurité. L’économie du khanat de Dzoungarie en est favorisée.
Le 23 août 1727, le traité de Kiakhta entre la Chine impériale et l'Empire russe permet aux Mandchous de concentrer leurs forces contre le khan de Dzoungarie. Malgré une ambassade de Galdan à Pékin en 1728, la guerre éclate au printemps 1729 ; en juin-juillet, deux armées mandchoues convergent vers le camp de Galdan Tseren sur l'Ili.
En 1731, une expédition chinoise occupe Kobdo, mais est détruite deux mois plus tard, à Hoton Nor, entre le 23 et le 27 juillet. L’empereur Yongzheng fait évacuer Kobdo et Tourfan. À la fin de l'année, Galdan Tseren envoie son oncle Tsering Dondub qui de Kobdo envahit le pays khalkha jusqu'au Kerulen, sans pouvoir se maintenir. Au printemps suivant les Dzoungars, partis d’Ouroumtchi, échouent à chasser de Hami la garnison chinoise. Le 23 septembre 1732 une armée dzoungare est battue et décimée par un prince khalkha près de Karakorum. Les Mandchous répliquent en 1733-1734, reprennent Kobdo, s’emparent d’Uliastay, dans les Khangaï, et avancent jusqu’à l’Irtych noir.
En 1735 l’empereur Yongzheng offre un accord à Galdan Tseren : la Chine conserve le protectorat des régions à l’est des monts Khangaï (pays khalkha) et aux Dzoungars la Dzoungarie et la Kachgarie. La paix est sanctionnée en 1739 par un traité signé avec l’empereur Qianlong, et se maintient jusqu’à la mort de Galdan Tseren à la fin de 1745. Les territoires situés à l’ouest de l’Altaï, jusqu’alors occupés par les Mandchous, sont rendus au khanat oïrat et les relations commerciales sont rétablies. L’effort de guerre permanent, qui mobilise les effectifs masculins, a fini par grever l’économie du khanat.

### Dawadji et Amoursana: la soumission aux Mandchous

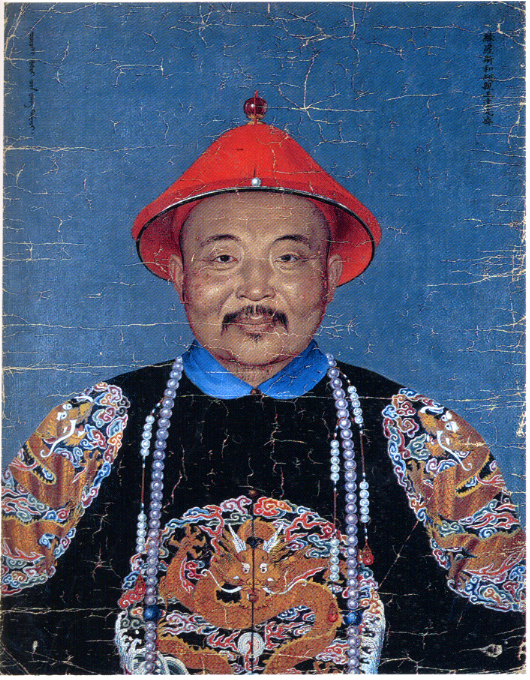
Dawadji, dernier khan dzoungar, devenu prince mandchou après 1755.

À la mort de Galdan Tseren, son second fils, Tséwang Dordji Namgyal (Tsewang Dorji Namjil), âgé de treize ans, est élu khan et prend le nom d'Adja Khan. Il est tué peu de temps après par des aristocrates rebelles, et remplacé par le lama Darja de 1750 à 1753. Une période d’anarchie commence, affaiblissant le khanat. Les khans se succèdent, incapables de garantir leur pouvoir.
Parmi les seigneurs rivaux, deux puissants aristocrates se distinguent : Dawadji (ou Dawachi), fils du clan tchoros, et son ami Amoursana, qui vit dans les monts Tarbagataï. Ils subissent d’abord une série de défaites et doivent passer en territoire russe. Les Russes, inquiets de la situation en Dzoungarie pour leur commerce et craignant l’annexion du pays par les Mandchous, leur promettent leurs appuis. Rentrés en Dzoungarie avec un petit nombre de fidèles, les deux hommes surprennent le khan Dardja qui est tué par ses propres troupes en décembre 1752. Les seigneurs oïrates élisent Dawadji, dont le pouvoir est tout aussi instable (1753-1755). Il doit lutter contre son ancien allié Amoursana qui s’est rendu indépendant dans la région de l’Ili, soutenu par le khan kazakh, Ablai. Il parvient à l'en chasser et en septembre ou octobre 1753, Amoursana se réfugie en territoire mandchou avec ses alliés dörbets, Qoshots et Khoït à Kobdo. Ablai pille le territoire oïrat et regagne l’empire russe.
Amoursana se soumet à l’empereur Qianlong qui le reçoit en audience solennelle à Jéhol.
Durant l'hiver, l’empire mandchou mobilise tous les chevaux des territoires khalkhas. Le trafic civil sur les routes est suspendu. Des unités d’artillerie occupent les territoires proches de la frontière de la Dzoungarie.
En mars 1755, les Qing envoient deux armées de 25 000 hommes chacune contre Dawadji, l'une par le nord par Uliastay, l'autre vers l'ouest via Barkol ; elles doivent faire leur jonction à Börtala. Amoursana commande la cavalerie de l’aile nord de l’armée mandchoue. Après une brève résistance, la Dzoungarie capitule. En juin à l'approche des Qing, Dawadji fuit avec dix mille hommes à Gedengshan, 180 li au sud-ouest de l'Ili ; une attaque de nuit le 2 juillet l'oblige à fuir vers le sud à travers les monts Tian où il est capturé et livré aux Chinois qui l’envoient à Pékin où il est traité avec humanité, épouse une princesse Qing avant de mourir de mort naturelle en 1759.

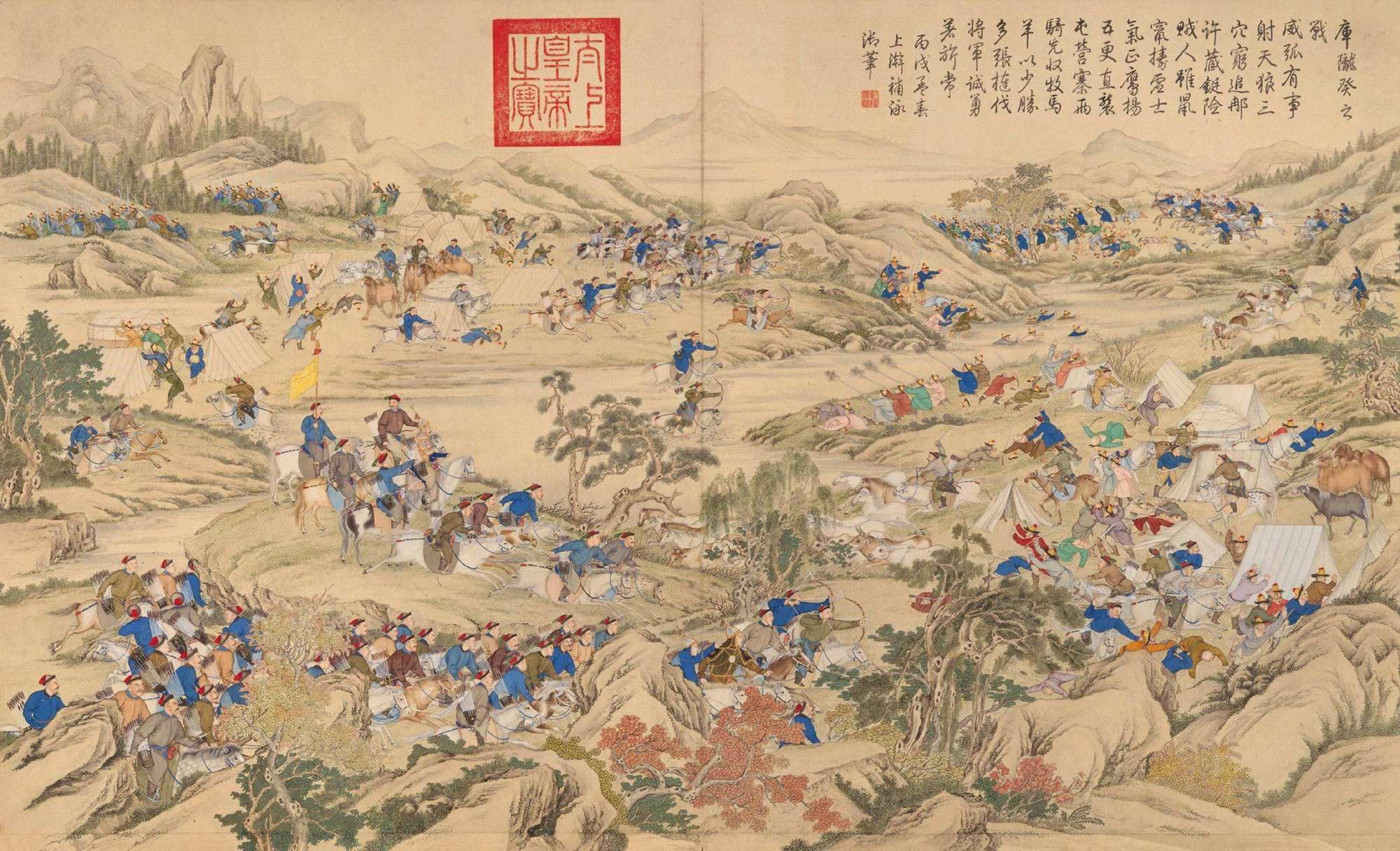
Le combat de Khurungui. Amoursana tombe dans une embuscade tendue par le général Zhaohui près d'Almaty.

Les Mandchous réforment l’administration du khanat, créant quatre unités administratives, les khanats Tchoros, Dörbet, Khochot et Khoït, dépendant directement de l’empereur. À l’automne 1755, le gros des troupes mandchoues se retire. En septembre, Amoursana, alors à la frontière occidentale des khanats khalkhas, apprend que l’empereur Qianlong est revenu sur sa décision de lui confier le trône de Dzoungarie. Il décide de réagir. Avec quelques chefs de l’aïmag du khanat tsétsen, devenus ses alliés, il surprend quelques garnisons mandchoues voisines et déclare la guerre à la Chine, puis passe en Dzoungarie où ses effectifs grossissent.
En février 1756, un corps expéditionnaire chinois marche en Mongolie contre le khan de Dzoungarie et prend position sur l'Ili et Amoursana doit fuir à Semipalatinsk en avril. Il fait de nouveau appel à l’aide des Kazakhs d’Ablaï khan. Vaincus par les troupes mandchoues, ils pillent la Dzoungarie. Amoursana échoue également dans ses efforts de gagner l’alliance de Catherine II de Russie. Peu de nobles oïrats le soutiennent, et le peuple des Arates est lassé de la guerre. Au printemps 1757, le maréchal mandchou Zhaohui rétablit la situation. Il avance jusqu’à l’Imil, en plein Tarbagataï, tandis que d’autres colonnes chinoises réoccupent Kouldja. La résistance des Oïrats est défaite par les Mandchous et Amoursana doit fuir en été vers la Russie où il meurt en septembre à Tobolsk, à l'âge de trente-cinq ans. La Dzoungarie est annexée par la Chine. 600 000 Dzoungars sont égorgés et le pays est repeuplé par des musulmans de Kachgarie (Tarantchis) et du Gansu (Dounganes), puis en 1771 par 70 000 familles Torgut, une branche des Oïrats installés sur la Volga depuis les années 1630.

### articles connexes
- Guerre Dzoungar-Qing